# Special Broadcasting Service
Special Broadcasting Service (SBS; en català, Servei Especial de Radiodifusió), es una empresa de radiodifusió pública d'Austràlia, dirigida a comunitats ètniques.
Es va engegar l'1 de gener de 1978 i el seu propòsit és «oferir serveis de ràdio i televisió multicultural i en diferents llengües que informin, eduquin i entretinguin a tots els australians per reflectir la societat multicultural d'Austràlia».
Actualment gestiona vuit emissores de ràdio (tres analògiques i cinc digitals), quatre canals de televisió, un portal web i una orquestra juvenil. La seva activitat es finança amb aportacions del Govern federal i la venda de publicitat. SBS és independent d'Australian Broadcasting Corporation (ABC), l'altre organisme australià de radiodifusió pública.
És membre actiu de la Unió de Radiodifusió d'Àsia-Pacífic (ABU) i membre associat de la Unió Europea de Radiodifusió.

## Història

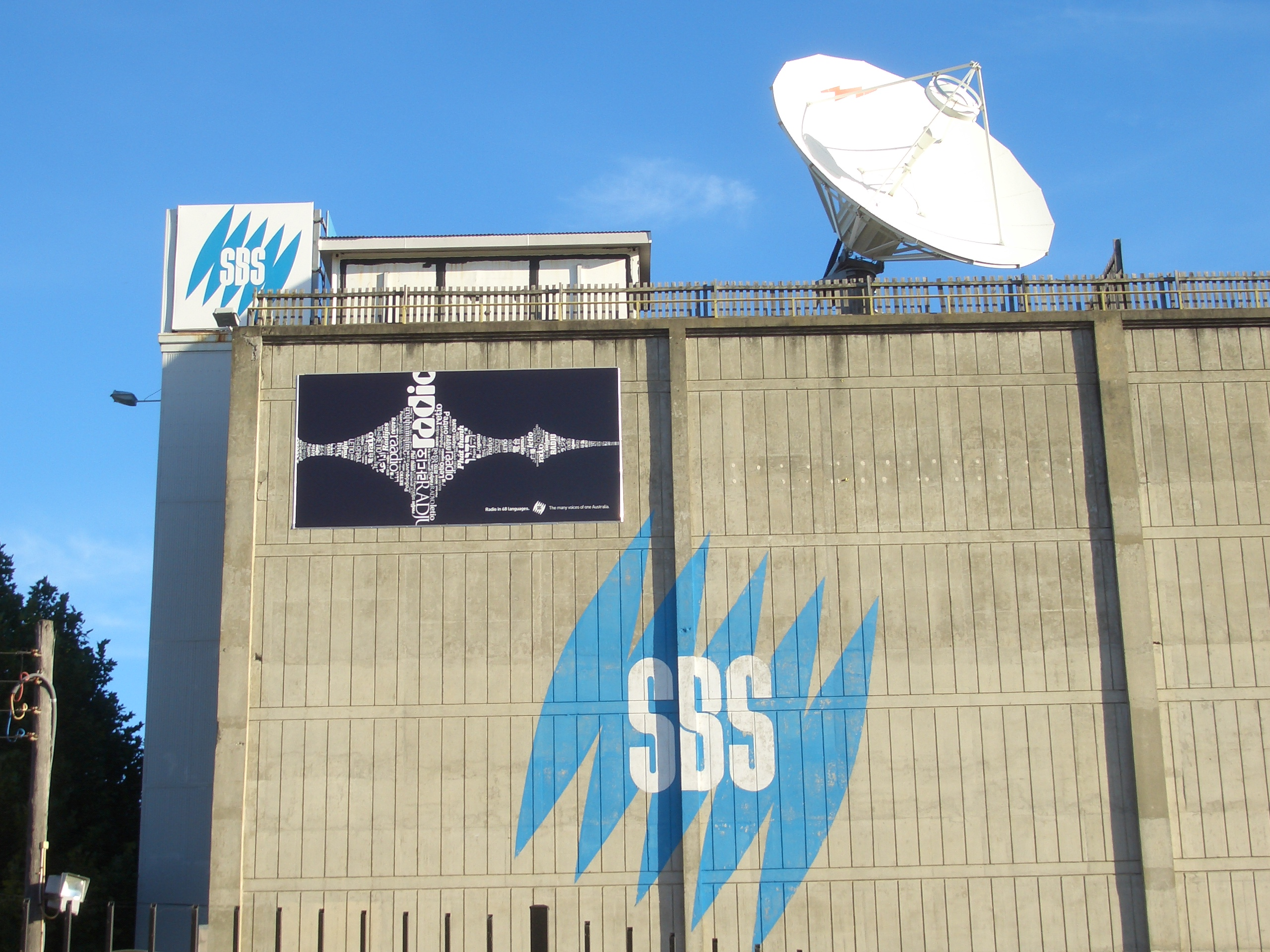
Seu central de SBS en Artarmon, Sídney. En la façana pot apreciar-se l'antic logotip.

El 1975, el Govern d'Austràlia va crear dues emissores de ràdio per donar a conèixer el funcionament del Medibank (servei públic de salut) als immigrants sense llengua materna anglesa. El mes de juny van començar les transmissions en ona mitjana de "2EA" a Sídney i "3EA" a Melbourne, les dues ciutats més poblades, amb missatges pregravats en set i vuit idiomes, respectivament.
L'any següent, l'executiu va impulsar un comitè consultiu de radiodifusió ètnica, dirigit a millorar la cobertura informativa de les minories. D'acord amb les seves recomanacions, es va reformar la Llei de Radiodifusió per crear una nova empresa pública que assumiria el control de les emissores 2EA i 3EA i expandiria el servei a la resta del país. El nou grup va començar a funcionar des de Milson's Point (Sídney) l'1 de gener de 1978, quan la nova llei va entrar en vigor.
La televisió va començar a emetre en proves a l'abril de 1979, a través de dues freqüències a Melbourne (ABV-2) i Sídney (ABN-2) els diumenges al matí. El servei regular es va iniciar el 24 d'octubre de 1980, dia de les Nacions Unides, amb el nom Channel 0/28 en referència a les seves freqüències de VHF i UHF. El senyal estava restringit a les tardes i va tenir bona acceptació entre el seu públic objectiu, raó per la qual en 1983 va poder sintonitzar-se a Canberra i altres punts de Nova Gal·les del Sud.
Després d'un breu temps com Network 0/28, el 18 de febrer de 1985 es va adoptar el nom definitiu Special Broadcasting Service (SBS) i es va ampliar la programació a l'horari matinal. La cobertura es va estendre a altres ciutats amb alta població: Brisbane, Adelaida, Wollongong i Gold Coast (juny de 1985); Perth i Hobart (1986) i Darwin (1994).
El futur de l'empresa va quedar en dubte al juliol de 1986, després que el primer ministre Bob Hawke anunciés els seus plans de fusionar-la amb Australian Broadcasting Corporation (ABC), el principal organisme de radiodifusió pública, a partir de l'1 de gener de 1987 per retallar despeses. L'oposició frontal de les minories ètniques va motivar que Hawke fes marxa enrere.
En 1990, el Govern li va autoritzar vendre espais publicitaris per sufragar el cost de la Copa Mundial de Futbol, emesa per primera vegada a Austràlia. Un any després aquest permís, es va generalitzar amb limitacions: només pot emetre cinc minuts d'anuncis cada hora. Una altra innovació va ser el trasllat en 1993 a un nou estudi en Artamon, Sídney, en el qual va poder desenvolupar-se un servei de ràdio nacional des de gener de 1994, noves ràdios regionals per a les dues ciutats més poblades i un departament d'internet. L'oferta de canals de radi i televisió es va ampliar en la dècada del 2000 gràcies a l'aparició del digital terrestre.
El 8 de maig de 2012, SBS va rebre una aportació governamental extraordinària de 158 milions de dòlars australians per assumir la gestió de National Indigenous Television, la cadena de la comunitat aborigen. L'objectiu d'aquest grup, fundat en 2007, era aconseguir un espai en senyal obert. La nova direcció va prendre el control el 12 de desembre del mateix any i va mantenir al 90 % de la plantilla original.

## Organització
A Austràlia existeixen dos grups de radiodifusió pública nacionals. Special Broadcasting Service és el servei dirigit a minories ètniques, mentre que Australian Broadcasting Corporation (ABC) és el nacional. Ambdues empreses són independents entre si i no tenen cap relació.
SBS funciona sobre la base d'una Llei de Radiodifusió específica, aprovada en 1991, que regula la seva labor de servei públic i les normes de programació. El Govern d'Austràlia designa als membres de la Junta Directiva que desenvolupa la gestió diària de l'ens. No obstant això, la Llei estableix la seva independència editorial del poder polític.
A Austràlia no existeix un impost específic per mantenir aquest servei públic; el Govern federal atorga fons a cada grup en funció de la seva importància. El 80 % del pressupost de SBS procedeix d'aquestes aportacions. No obstant això, i a diferència d'ABC, pot emetre anuncis i patrocinadors per cobrir la resta. La publicitat està restringida a cinc minuts per hora i només pot oferir-se en «pauses abans o després de cada espai i durant les interrupcions naturals de la programació».

## Serveis

### Ràdio
SBS Ràdio produeix programes propis en 75 idiomes (entre ells l'espanyol) que donen servei als milions d'australians que parlen almenys una llengua estrangera. Cada programa és un magazin informatiu que dura seixanta minuts i està produït en l'idioma propi de cada comunitat. Les úniques excepcions en anglès són dos espais (Alchemy i World View), la locució de continuïtat i la mitjanit, amb butlletins del Servei Mundial de la BBC i de Deutsche Welle.
La programació determina el nombre d'hores que tindrà cada idioma en funció de la demanda i el nombre de parlants. La xifra i cobertura per idiomes s'actualitza cada cinc anys sobre la base d'un cens.
En l'actualitat manté les següents emissores de ràdio.
- SBS Radio 1: Senyal en ona mitjana i freqüència modulada amb butlletins en més de 20 idiomes i un d'especial per a la comunitat aborigen. Només disponible a Sídney, Melbourne, Canberra i Wollongong.
- SBS Radio 2: Senyal en ona mitjana i freqüència modulada, amb butlletins en més de 30 idiomes. Només disponible a Sídney, Melbourne, Canberra (FM) i Wollongong (AM). És l'emissora que transmet el butlletí en espanyol.
- SBS Radio: Servei nacional en freqüència modulada amb butlletins i programes en més de 40 idiomes, tots de la primera i segona emissora. Disponible en la resta de ciutats.

Les següents són exclusives del sistema digital.
- SBS Radio 3: Butlletins per a comunitats lingüístiques minoritàries, música i transmissió simultània del Servei Mundial de la BBC.
- SBS Chill: Música relaxant i chill out.
- SBS PopAsia: Música pop asiàtica. En la seva majoria, K-Pop i J-Pop.
- SBS PopDesi: Música pop hindú.
- SBS Arabic24: Emissora 100 % en àrab. Llançat el 2016.
  - SBS PopAraby: Contenidor musical de SBS Arabic24. Música pop en àrab. Previ al llançament d'Arabic24, PopAraby funcionava com a emissora digital independent.

Totes les ràdios poden escoltar-se a través d'internet. Existeix un servei de ràdio a la carta (podcast) per escoltar els programes de cada llengua.

### Televisió

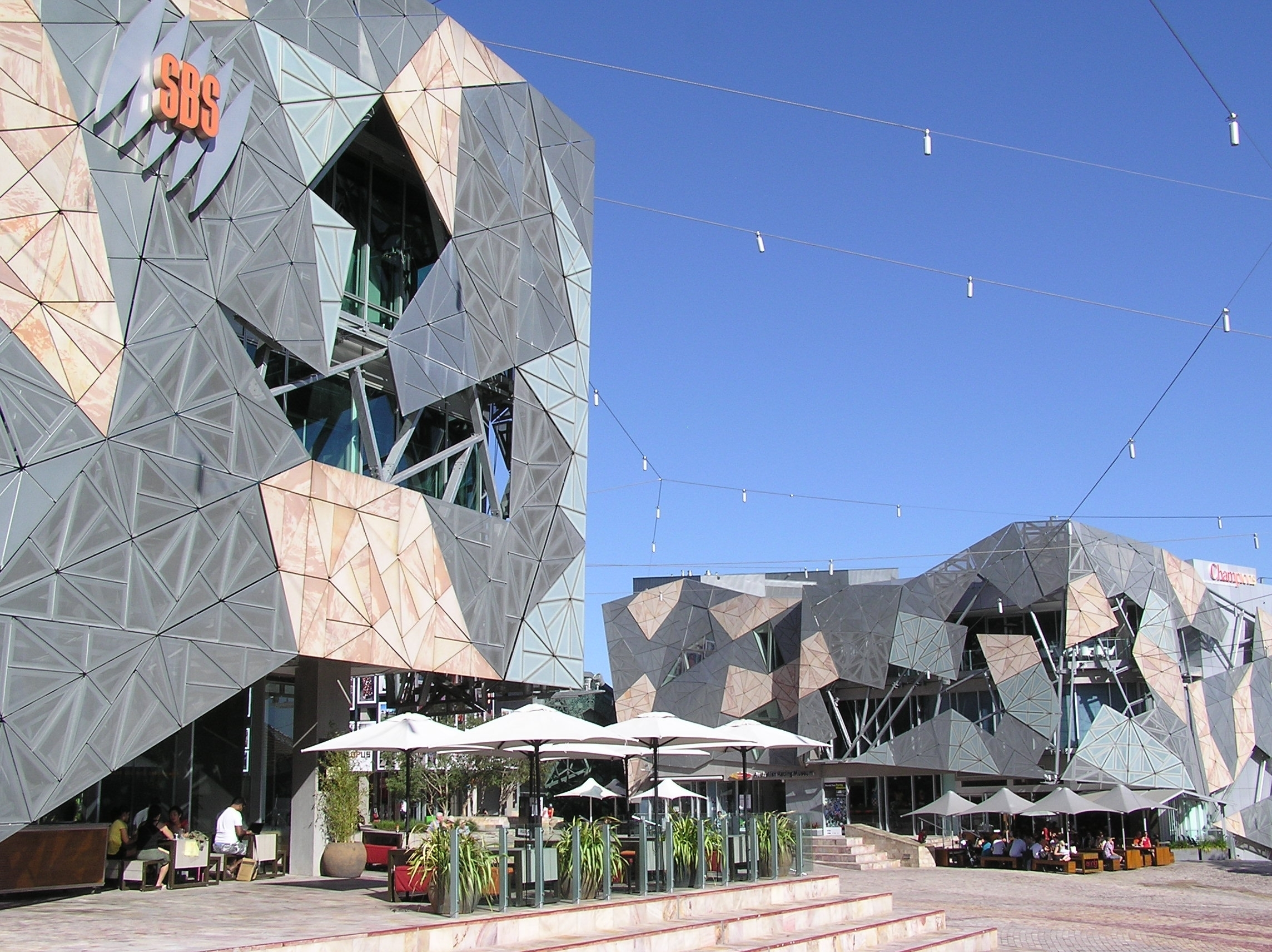
Edifici de SBS a la Plaça de la Federació (Melbourne).

Gestiona quatre canals de televisió:
- SBS: Canal generalista amb informatius que va ser inaugurat el 1980. Des de 2009 fins a 2015 es deia SBS One.
  - SBS HD: Versió en alta definició de SBS.
- SBS Viceland: Dirigit al públic juvenil i amb vocació alternativa, en col·laboració amb Vice Mitjana. Va ser fundat en 2009 com SBS 2 en substitució de l'informatiu SBS World News Channel.
  - SBS Viceland HD: Versió en alta definició de SBS Viceland.
- NITV: Dirigit a la comunitat aborigen.
- SBS Food: Canal de cuina i menjar. Va començar a emetre al novembre de 2015 com una versió australiana de Food Network. Al novembre de 2018, presa la seva denominació actual.[10]

SBS ofereix programació generalista amb especial atenció a la informació, la divulgació i els esdeveniments en directe.
Amb anterioritat, la SBS operava dos canals exclusius per Foxtel: World Movies (cinema internacional en versió original) i STUDIO (arts).
El grup té el seu propi informatiu, SBS World News, que durant seixanta minuts tracta allò més destacat del dia i dedica més temps a esdeveniments internacionals. No obstant això, bona part de la franja matinal i vespertina està coberta per noticieros d'altres països, trets de BBC, PBS, NHK i Al Jazeera entre d'altres. Moltes vegades són en idiomes diferents a l'anglès i sense subtitular. Pel que fa a l'espanyol, SBS emet el Telediario de Televisió Espanyola.
La resta consisteix en pel·lícules, documentals, divulgació i programes d'entreteniment. La majoria són originalment en anglès, però incorporen subtítols si s'emeten en una altra llengua.
SBS emet per a Austràlia esdeveniments internacionals com la Copa Mundial de Futbol i el Festival d'Eurovisió, amb els quals ha obtingut audiències superiors a la seva mitjana habitual. En 2015 la UER va convidar a Austràlia a competir en la final de la LX edició del festival, després d'homenatjar-los l'any anterior, i el 2016 va confirmar que seria participant de ple dret des de les semifinals.